# Barry Finnerty
Barry Finnerty (* 3. prosince 1951) je americký jazzový kytarista. Narodil se v San Franciscu jako syn herce Warrena Finnertyho. Počátkem šedesátých let žil se svou matkou v Hongkongu, kde ve svých čtrnácti letech začal hrát na elektrickou kytaru. Později studoval na Sanfranciské hudební konzervatoři a Kalifornské univerzitě v Berkeley. Během své kariéry spolupracoval s mnoha hudebníky, mezi něž patří například Chico Hamilton, Joe Sample, Miles Davis a Ray Barretto. Rovněž hrál se skupinou Blood, Sweat & Tears. Také vydával vlastní alba.